# Charlie Guest
Charlie Guest (ur. 30 grudnia 1993 w Perth) – brytyjska narciarka alpejska, uczestniczka Zimowych Igrzysk Olimpijskich 2018 w Pjongczangu.

## Kariera
Po raz pierwszy na arenie międzynarodowej pojawiła się 19 grudnia 2008 roku podczas zawodów w amerykańskiej miejscowości Sunday River. Zajęła wtedy w slalomie 70. miejsce na 102 sklasyfikowanych zawodniczek. Debiut w Pucharze Świata zanotowała 15 stycznia 2013 roku, kiedy to w Flachau nie zdołała się zakwalifikować do drugiego przejazdu w slalomie. Pierwsze punkty zdobyła 29 grudnia 2019 r. w Sankt Moritz, zajmując 29. miejsce w slalomie równoległym.
W 2012 roku uczestniczyła na mistrzostwach świata juniorów w Roccaraso. Slalomu nie ukończyła, a dwa dni później w gigancie nie wystartowała w drugim przejeździe. Dwa lata ponownie wzięła udział na mistrzostwach świata juniorów, tym razem w słowackiej miejscowości Jasná. Wystartowała wtedy w gigancie, slalomie, supergigancie i superkombinacji. Najlepiej jej poszło w slalomie, gdzie zajęła 17. pozycję. W 2015 roku uczestniczyła na mistrzostwach świata w Vail i Beaver Creek. W gigancie była 43., a slalom ukończyła na 32. miejscu. W 2018 roku startowała na zimowych igrzyskach olimpijskich w Pjongczangu. W slalomie była 33., natomiast wraz z drużyną w rywalizacji zespołowej uplasowali się na 5. miejscu. Rok po igrzyskach po raz drugi w karierze startowała na mistrzostwach świata, tym razem w szwedzkim Åre. Zajęła tam w slalomie 24. miejsce.

## Osiągnięcia

### Igrzyska olimpijskie
| Miejsce | Dzień     | Rok  | Miejscowość | Konkurencja | Czas biegu | Strata | Zwyciężczyni     |
| ------- | --------- | ---- | ----------- | ----------- | ---------- | ------ | ---------------- |
| 33.     | 16 lutego | 2018 | Pjongczang  | Slalom      | 1:38,63    | +9,63  | Frida Hansdotter |
| 5.      | 24 lutego | 2018 | Pjongczang  | Drużynowo   | –          | –      | Szwajcaria       |
| 21.     | 9 lutego  | 2022 | Pekin       | Slalom      | 1:44,98    | +2,98  | Petra Vlhová     |

### Mistrzostwa świata
| Miejsce | Dzień     | Rok  | Miejscowość       | Konkurencja       | Czas biegu | Strata | Zwyciężczyni                        |
| ------- | --------- | ---- | ----------------- | ----------------- | ---------- | ------ | ----------------------------------- |
| 43.     | 12 lutego | 2015 | Vail/Beaver Creek | Gigant            | 2:19,16    | +10,58 | Anna Veith                          |
| 32.     | 14 lutego | 2015 | Vail/Beaver Creek | Slalom            | 1:38,48    | +7,59  | Mikaela Shiffrin                    |
| 9.      | 12 lutego | 2019 | Åre               | Drużynowo         | –          | –      | Szwajcaria                          |
| 24.     | 16 lutego | 2019 | Åre               | Slalom            | 1:57,05    | +6,40  | Mikaela Shiffrin                    |
| DNQ     | 16 lutego | 2021 | Cortina d’Ampezzo | Gigant równoległy | -          | -      | Marta Bassino Katharina Liensberger |
| 12.     | 17 lutego | 2021 | Cortina d’Ampezzo | Zawody drużynowe  | -          | -      | Norwegia                            |
| DNF1    | 20 lutego | 2021 | Cortina d’Ampezzo | Slalom            | 2:30,66    | -      | Katharina Liensberger               |

### Mistrzostwa świata juniorów
| Miejsce | Dzień     | Rok  | Miejscowość | Konkurencja     | Czas biegu | Strata | Zwyciężczyni       |
| ------- | --------- | ---- | ----------- | --------------- | ---------- | ------ | ------------------ |
| DNF1    | 1 marca   | 2012 | Roccaraso   | Slalom          | 1:41,19    | –      | Stephanie Brunner  |
| DNS2    | 3 marca   | 2012 | Roccaraso   | Gigant          | 2:40,02    | –      | Ragnhild Mowinckel |
| 22.     | 27 lutego | 2014 | Jasná       | Gigant          | 1:52,86    | +4,05  | Marta Bassino      |
| 17.     | 28 lutego | 2014 | Jasná       | Slalom          | 1:36,09    | +3,81  | Petra Vlhová       |
| 49.     | 3 marca   | 2014 | Jasná       | Supergigant     | 1:14,71    | +3,37  | Corinne Suter      |
| 30.     | 3 marca   | 2014 | Jasná       | Superkombinacja | 2:11,34    | +4,98  | Elisabeth Kappauer |

### Puchar Świata

#### Miejsca w klasyfikacji generalnej
- sezon 2012/2013: –
- sezon 2013/2014: –
- sezon 2015/2016: –
- sezon 2016/2017: –
- sezon 2017/2018: –
- sezon 2018/2019: –
- sezon 2019/2020: 124.
- sezon 2020/2021: 82.
- sezon 2021/2022: 73.

#### Miejsca na podium chronologicznie
Jak dotąd Guest nie stanęła na podium zawodów PŚ.